# Bornholms Østre Provsti
Bornholms Østre Provsti var indtil 2007 et provsti i Københavns Stift. Provstiet lå i Bornholms Regionskommune.
Bornholms Østre Provsti bestod af flg. 11 sogne:
- Bodilsker Sogn
- Christiansø Sogn
- Gudhjem Sogn
- Ibsker Sogn
- Nexø Sogn
- Pedersker Sogn
- Poulsker Sogn
- Svaneke Sogn
- Østerlarsker Sogn
- Østermarie Sogn
- Aaker Sogn